# دریاچه پورکونی
دریاچه پورکونی (انگلیسی: Lake Porkuni) دریاچه‌ای در پورکونی در شمال کشور استونی است.